# De Kevie
De Kevie is een natuurgebied dat zich bevindt tussen Tongeren en Mal. Het gebied wordt beheerd door Natuurpunt en meet ongeveer 220 ha. Het is een onderdeel van het Landschapspark van de Oostelijke Jeker, samen met De Beemden, De Meersen en Het Hardel.
De Kevie is een gebied van vochtige beemden in het dal van de Jeker. Het is een kleinschalig landschap van vroegere hooilanden, moerassen, beekbegeleidende bossen en struwelen, poelen, houtwallen en knotwilgen. Een gebied van 35 ha wordt begraasd door konikpaarden.
Het gebied heeft een leemhoudende bodem en kent een rijke plantengroei. Van de vogels kunnen de spotvogel en braamsluiper worden genoemd. De kamsalamander, de kleine salamander en de alpenwatersalamander vindt men in de plassen. Het gebied is Europees beschermd als onderdeel van Natura 2000-gebied 'Jekervallei en bovenloop van de Demervallei' (habitatrichtlijngebied BE2200041).
Cultuurhistorisch zijn de Blaarmolen en Kasteel Scherpenberg van belang. De Kevie wordt door bewegwijzerde routes voor wandelaars ontsloten.